# Le Noyer-en-Ouche
Le Noyer-en-Ouche è un comune francese di 185 abitanti situato nel dipartimento dell'Eure nella regione della Normandia. Il territorio comunale è bagnato dal fiume Risle.

## Società

### Evoluzione demografica
Abitanti censiti